# Artamidae
Artamidae é uma família de aves. O grupo já foi considerado como uma tribo da família dos corvídeos.

## Géneros
- Cracticus
- Gymnorhina
- Strepera
- Artamus
- Pityriasis
- Peltops